# Creu de terme de Sant Eloi
La Creu de terme de Sant Eloi, o Creu de Morlans, és una creu de terme de Tàrrega (Urgell) situada originalment al camí vell de Balaguer. Està inclosa a l'Inventari del Patrimoni Arquitectònic de Catalunya.

## Descripció
Aquesta creu de cruïlla es troba erigida damunt d'una graonada de tres escales que porten a un sòcol quadrangular. El fust de la columna d'aquesta creu de terme és de perfil vuitavat i superiorment es troba coronat per un capitell de quatre cares decorades cada una amb escuts en forma de llança dividits interiorment per un vèrtex transversal. Finalment la creu superior per una banda presenta la crucifixió i per l'altra la Verge Maria portant el nen Jesús. Als extrems dels braços de la creu hi ha uns medallons tetralobulats en alts relleus on a la part inferior del Crist crucificat hi ha la calavera d'Adam, lateralment hi ha la Dolorosa i sant Joan Evangelista i superiorment hi ha suposadament el niu amb pelicans. Al revers de la creu hi ha els mateixos medallons tetralobulats, però no s'hi adverteixen bé els relleus.

## Història
La creu es va traslladar al parc de sant Eloi entre 1951 i 1955 des del seu emplaçament original al camí Vell de Balaguer on s'anomenava Creu de Morlans.